# Yazid ibn Úmar ibn Hubayra
Yazid ibn Úmar ibn Hubayra al-Fazarí (àrab: يزيد بن عمر بن هبيرة الفزاري, Yazīd b. ʿUmar b. Hubayra al-Fazārī), més conegut simplement com a Ibn Hubayra, fou un governador omeia de l'Iraq (746-749), fill d'Úmar ibn Hubayra.
Com a governador va fracassar al Khurasan, on no va poder evitar que el governador Nasr ibn Sayyar fos derrotat per Abu-Múslim. El seu lloctinent Amir ibn Dubara va morir en combat en Djabalh (vers 748) i va perdre Kufa (29 d'agost del 749), on els iemenites havien estat molt actius, i es va haver de tancar a Wasit on va quedar assetjat durant més d'onze mesos, fins que finalment es va haver de rendir a Hàssan ibn Qahtaba, lloctinent d'Abu-Múslim, i fou executat junt amb els seus oficials.